# Cyril Mokaiesh
Né à Paris, d’un père libanais et d’une mère française le 6 mai 1985,  Cyril Mokaiesh est un chanteur français. 

## Biographie
Avant de devenir chanteur, Cyril Mokaiesh était joueur de tennis et fut à 18 ans champion de France junior ,.
Il a été le chanteur du groupe de rock Mokaiesh, créé en 2007, puis commence sa carrière solo en 2010 par la sortie du single Communiste toujours sous le label AZ.
Début 2011, il sort un premier EP, Du rouge et des passions, comprenant quatre titres dont Communiste. Les Inrockuptibles, qui présente le chanteur comme « une valeur montante de la chanson française à forte tête et à forts textes », diffuse cet EP en avant-première sur leur site internet. Quelques semaines plus tard, Les Inrocks dans la chronique accordée à l'album ajoutent que Cyril Mokaiesh a réussi à faire dialoguer Jacques Brel et Léo Ferré avec cet album rempli de « culot » et qualifié de « gonflé ». Didier Varrod, chroniqueur musical à la matinale de France Inter, considère que ce quatre titres « fait souffler un vent de révolte et de passion dans [la] chanson française ».
Un mois plus tard, à l'occasion de la sortie de son premier album du même nom que le précédent EP, Didier Varrod consacre une nouvelle chronique au chanteur, la précédente aurait entraîné « une pluie de mails et de réactions d'auditeurs ». Le chanteur est également invité à s'exprimer dans les colonnes de L'Humanité. Cyril Mokaeish se produit en juillet 2011 aux Francofolies de La Rochelle, au festival Pause Guitare à Albi, et en septembre 2011 à la Fête de l'humanité.
Il est sélectionné pour le prix Constantin 2011 mais ne remporte pas le prix (victoire de Selah Sue).
Les deux albums Du rouge et des passions et L'amour qui s'invente se voient distingués en 2012 et 2014 par un Coup de cœur de l'académie Charles-Cros.
En 2014, il est le parrain de la quatrième édition du prix Georges-Moustaki.
En 2015 il sort un album dans lequel il reprend des chansons écrites par d'autres auteurs. France Inter souligne le courage de « décider de reprendre des chansons restées dans l'ombre, parce que l'usage c'est de reprendre des tubes, souvent c'est l'assurance minimale pour faire un truc qui marche. »
Il est lauréat en 2017 du prix Raoul-Breton décerné par la SACEM.
En 2018, il est crédité comme auteur-compositeur pour les titres - De l'amour fou, Comme un damné et Mais vivre - figurant sur le nouvel album de la chanteuse québécoise Diane Dufresne, Meilleur après.

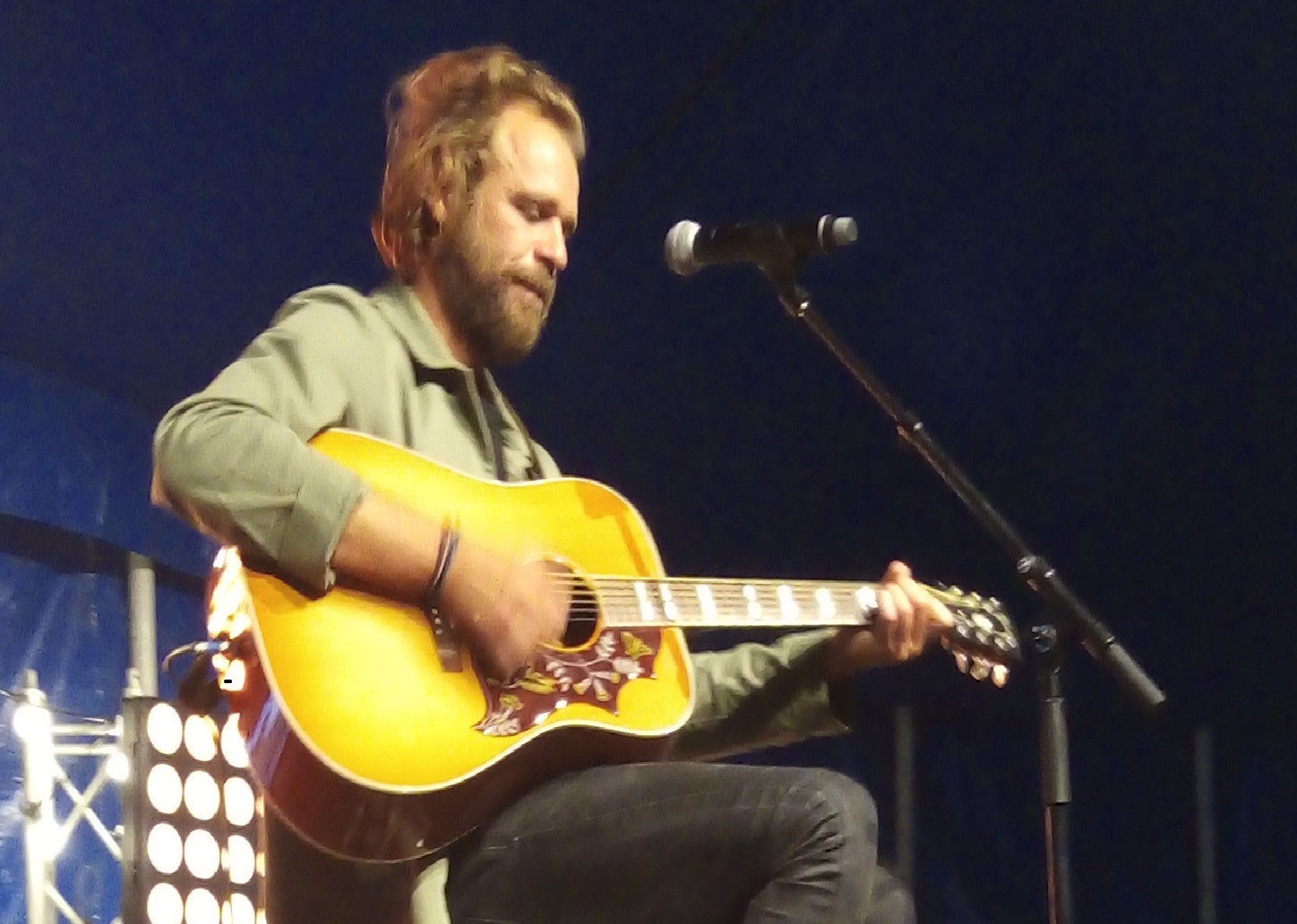
Cyril Mokaïesh à la Fête de l'Humanité en 2023.

En 2020, pour son 4ème album solo, Cyril Mokaiesh revient avec un nouvel album, Paris-Beyrouth. Écrit, composé et produit entre la France et le Liban, dont il est originaire, ce nouvel album est une rencontre entre l'Orient et l'Occident. Sur le premier single Beyrouth, il rend hommage à la ville qui est le berceau de sa famille avec un son percutant où se mêlent instruments électroniques et cordes traditionnelles. Un retour aux sources dans une ville où rêve et poison communiquent.
Sa chanson Beyrouth de l'album Paris-Beyrouth est nommée aux Chroniques lycéennes 2020-2021 de l'Académie Charles-Cros. (Coup de cœur chanson 2020 de la même Académie, remis dans le cadre du festival Printival Boby Lapointe).
Après le pic de pandémie de Covid-19, il livre en 2021 sa production de confinement au travers de collaborations avec d'autres artistes, notamment Calogero, Bernard Lavilliers et Alma Forrer.
En 2023, il sort un album reprenant des titres de Georges Moustaki : Le Temps de vivre,.

## Discographie

### Singles
- 2016 : La Loi du marché – avec Bernard Lavilliers (Un Plan Simple)
- 2019 : Beyrouth (Un Plan Simple)
- 2019 : La vie est ailleurs – avec Bachar Mar-Khalifé (Un Plan Simple)
- 2020 : Le jour d'après (Un Plan Simple)
- 2021 : La rosée - avec Calogero (Un Plan Simple)